# Телеграфија
Телеграфија (од стгрч.  = „далеко“ и  = „писати“) је техника за пренос текстуалних података (на пример телеграма) на даљину помоћу сигналних кодова. Изумитељ електричног телеграфа је амерички изумитељ и сликар Семјуел Морзе. Прво успешно јавно представљање рада телеграфа Морсе је уприличио 1837. Развио је познати кôд за приказ текстуалних знакова (Морзеову азбуку), помоћу које се сваки текстуални знак приказује као комбинација одређеног броја тачака и цртица. Тачка се преносила кратким, а цртица дужим прекидом струјног тока помоћу тастатуре.

## Објашњење
Телеграфија је слање писаних знакова на даљину. Главни делови телеграфа јесу:
- давач, помоћу кога се вести састављене од писаних знакова, шаљу електричним путем из једног места у друго;
- примач, помоћу кога се вести примају на другом месту у видљивом облику и
- преносна линија, помоћу које се знаци у облику електричних импулса, то јест краткотрајних струја, преносе од давача ка примачу.

Кад се притисне тастатура, успостави се спој полуге и металног контакта, па електрична струја одлази у другу постају где магнетизира електромагнет. Електромагнет привуче метал, а шиљак отисне одговарајући знак на папиру. Већ према томе како дуго траје спој на тастатури, шиљак на папиру забележи дуги или краћи потез. Морзеова азбука је, наиме, састављена од цртица и тачака. Свака станица има уређај за примање и давање.
При електричним преносима у телеграфији ради се с малим електричним снагама које се преносе на велике даљине, тако да је електрична струја на месту пријема малена. Износи свега неколико милиампера. С овако слабом струјом телеграфски апарати не могу радити. Из тог разлога телеграфски апарати имају нарочито осетљиве електромагнете, такозване релеје, који се могу побудити слабим пријемним струјама и имају задатак да укључе јаке локалне изворе струје и тако омогуће сигуран рад телеграфским апаратима.
Телеграфирање може бити једнострано (симплексно) и двострано (дуплексно). Једнострано телеграфирање је такав између две станице код којег једна станица предаје, а друга прима и обрнуто. Код двостраног телеграфирања могу се истовремено предавати и примати вести.

## Терминологија
Реч телеграф (од старогрчког: τῆλε (têle) „на даљину“ и γράφειν (gráphein) „писати“) први је сковао француски проналазач семафорског телеграфа, Клод Шап, који је такође сковао реч семафор.
Телеграф је уређај за пренос и пријем порука на велике удаљености, односно за телеграфију. Сама реч телеграф сада се генерално односи на електрични телеграф. Бежична телеграфија је пренос порука преко радија са телеграфским кодовима.
Супротно опширној дефиницији коју користи Шап, Морз је тврдио да се термин телеграф може стриктно применити само на системе који преносе и снимају поруке на даљину. Ово треба разликовати од семафора, који само преноси поруке. Димне сигнале, на пример, треба сматрати семафорима, а не телеграфима. Према Морзу, телеграф датира тек из 1832. године када је Павел Шилинг изумео један од најранијих електричних телеграфа.
Телеграфска порука коју је послао електрични телеграфиста или телеграфиста користећи Морзеову азбуку (или штампарски телеграфиста користећи обичан текст) била је позната као телеграм. Кабелграм је била порука која је пренета подморским телеграфским каблом, често скраћена на „кабл“ или „жица“. Касније је Телекс била порука коју је послала Телекс мрежа, комутирана мрежа телепринтера слична телефонској мрежи.
Белинограф или жичана слика је била новинска слика која је послата са удаљене локације факсимилним телеграфом. Дипломатски телеграм, познат и као дипломатски кабал, је поверљива комуникација између дипломатске мисије и министарства спољних послова матичне земље. Они се и даље називају телеграмима или кабловима без обзира на метод који се користи за пренос.

## Рана сигнализација
Преношење порука сигнализирањем на даљину је древна пракса. Један од најстаријих примера су сигналне куле Кинеског зида. Године 400. п. н. е, сигнали су се могли слати светионичком ватром или ударањем бубња. До 200. године п. н. е. развила се сложена сигнализација заставом, а до династије Хан (200. п. н. е. – 220. не) сигнализатори су имали избор светла, застава или пуцњаве за слање сигнала. Од династије Танг (618–907) порука је могла бити послата на 1.100 km (700 mi) за 24 сата. Династија Минг (1368–1644) додала је артиљерију могућим сигналима. Док је сигнализација била сложена (на пример, заставице различитих боја могле су да се користе за означавање непријатељске снаге), било је могуће слати само унапред одређене поруке. Кинески систем сигнализације простирао се далеко иза Великог зида. Сигналне куле удаљене од зида коришћене су за рано упозорење о нападу. Други су изграђени још даље као део заштите трговачких путева, посебно Пута свиле.
Сигнална ватра се широко користила у Европи и другде у војне сврхе. Римска војска их је често користила, као и њихови непријатељи, а остаци неких станица још увек постоје. Забележено је неколико детаља о европским/медитеранским системима сигнализације и могућим порукама. Један од ретких за који су познати детаљи је систем који је измислио Енеј Тактик (4. век пне). Тактиков систем је користио посуде напуњене водом на две сигналне станице које су синхронизовано испуштене. Напомена на плутајућој скали је означавала која се порука шаље или прима. Сигнали који се шаљу помоћу бакљи су указивали када треба започети и зауставити пражњење да би се одржала синхронизација.
Ниједан од сигнализационих система о којима се горе говори није прави телеграф у смислу система који може да преноси произвољне поруке на произвољне удаљености. Линије сигнално релејних станица могу слати поруке на било коју потребну удаљеност, али су сви ови системи ограничени у једној или другој мери у опсегу порука које могу послати. Систем попут семафора заставама, са алфабетским кодом, сигурно може послати било коју дату поруку, али систем је дизајниран за комуникацију кратког домета између две особе. Телеграф машинског реда, који се користи за слање инструкција са моста брода до стројарнице, не испуњава оба критеријума; има ограничену удаљеност и врло једноставан скуп порука. Био је описан само један древни систем сигнализације који испуњава ове критеријуме. То је био систем који је користио Полибијев квадрат за кодирање абецеде. Полибије (2. век пре нове ере) је предложио коришћење две узастопне групе бакљи да би се идентификовале координате слова абецеде која се преносе. Број подигнутих бакљи сигнализирао је квадратић мреже који је садржавао слово. Не постоји дефинитиван запис о томе да је систем икада коришћен, али постоји неколико пасуса у древним текстовима за које неки мисле да су сугестивни. Холзман и Персон, на пример, сугеришу да Ливије описује његову употребу од стране Филипа V Македонског 207. п. н. е. током Првог македонског рата. Ништа друго што би се могло описати као прави телеграф није постојало све до 17. века.‍:26–29 Вероватно је први алфабетски телеграфски код у модерној ери заслужан Франц Кеслер који је објавио своје дело 1616. Кеслер. користио лампу постављену унутар бурета са покретним затварачем којим је управљао сигнализатор. Сигнали су посматрани на даљину помоћу новоизмишљеног телескопа.‍:32–34

## Оптички телеграф
Оптички телеграф је телеграф који се састоји од низа станица у кулама или природним високим тачкама које сигнализирају једна другој помоћу капака или лопатица. Сигнализација помоћу индикаторских показивача названа је семафором. Ране предлоге за оптички телеграфски систем дао је Краљевском друштву Роберт Хук 1684. године, а први их је применио на експерименталном нивоу сер Ричард Ловел Едгеворт 1767. године. Прву успешну оптичку телеграфску мрежу изумео је Клод Шап и радила је у Француској од 1793. године. Два најобимнија система била су Шапов у Француској, са огранцима у суседним земљама, и систем Абрахама Никласа Еделцранца у Шведској.‍:ix–x, 47
Током 1790–1795, на врхунцу Француске револуције, Француској је био потребан брз и поуздан систем комуникације да осујети ратне напоре својих непријатеља. Године 1790. браћа Шап су приступила осмишљавању система комуникације који би омогућио централној влади да прима обавештајне податке и да преноси наређења у најкраћем могућем року. Дана 2. марта 1791, у 11 сати, послали су поруку „si vous réussissez, vous serez bientôt couverts de gloire“ (Ако успете, ускоро ћете се уживати у слави) између Брулона и Парцеа, на удаљености од 16 km (10 mi). Први систем је користио комбинацију црно-белих панела, сатова, телескопа и шифрарника за слање своје поруке.
Године 1792, Клод је постављен за Ingénieur-Télégraphiste и задужен за успостављање линије станица између Париза и Лила, на удаљености од 230 km (140 mi). Коришћен је за ношење депеша за рат између Француске и Аустрије. Године 1794. донео је вест о француском заузимању Конде сир л'Еска од стреане Аустријанаца мање од сат времена након што се то догодило. Одлука да се систем замени електричним телеграфом донета је 1846. године, али је прошла деценија пре него што је потпуно повучен из употребе. Шапов телеграф је известио о паду Севастопоља 1855. године.‍:92–94
Пруски систем је ступио на снагу 1830-их. Међутим, у деловању је у великој мери био завистан од лепог времена и дневне светлости; чак и тада су могле да се приме само око две речи у минути. Последња комерцијална семафорска веза престала је са радом у Шведској 1880. Од 1895. Француска је и даље управљала приобалним комерцијалним семафорским телеграфским станицама, за комуникацију између брода и обале.